# Влостова
Влостова (пол. Włostowa, нім. Floste) — село в Польщі, у гміні Корфантув Ниського повіту Опольського воєводства.
Населення — 448 осіб (2011).

## Демографія
Демографічна структура станом на 31 березня 2011 року:
|          | Загалом | Допрацездатний вік | Працездатний вік | Постпрацездатний вік |
| -------- | ------- | ------------------ | ---------------- | -------------------- |
| Чоловіки | 223     | 38                 | 170              | 15                   |
| Жінки    | 225     | 43                 | 137              | 45                   |
| Разом    | 448     | 81                 | 307              | 60                   |